# Euphyia plagifurcata
Euphyia plagifurcata är en fjärilsart som beskrevs av Walker 1862. Euphyia plagifurcata ingår i släktet Euphyia och familjen mätare. Inga underarter finns listade i Catalogue of Life.